# Hellboy:Los Lobos de San Augusto
The Wolves of Saint August es un cómic de Hellboy, creado por Mike Mignola en 1994, pulicado originalmente en Dark Horse Presents Nºs 88-91 de 1994 reeditado con páginas nuevas en el tomo del mismo nombre de 1995, transcurre en 1994. Fue publicado en capítulos de ocho páginas, con una portada diferente cada una.

## Argumento
El cómic comienza en 1994, con una discusión de una familia, una joven, una anciana y un hombre, en su casa en la aldea de Griat. La anciana les cuenta que un sacerdote ha subido a la antigua capilla y que planea dar misa, la joven cree que es buena idea, pues no le gusta ir hacia Poitou, la mujer la calla y afirma que nadie recuerda cuando las campanas sonaron por últimas vez en Griat. El hombre la corrige, diciendo que nadie "quiere" recordar. La anciana dice que el sacerdote ha venido para juzgarlos y ruega a Dios que los libre del pasado.
El sacerdote Edward Kelly, amigo de Hellboy, se encuentra en la capilla de Griat, entonces se presenta un hombre extraño, que le dice que se vaya de la capilla, ya que Dios "se cansó" se de esa aldea. El padre Ed le dice que eso es mentira, y que está indignado porque la gente deje que la casa de Dios se destruya. El hombre lo guía y le dice que la capilla "es" de la antigua familia Grenier, que antes gobernaba la aldea, Ed le contesta que nueve de cada diez a quienes preguntó en la aldea apenas recordaban el nombre. El hombre le cuenta que hace años, los aldeanos empalaron y desmembraron a los Grenier en cruces de hierro, luego le dice que un sirviente, el jorobado Yargo, logró huir y puso a descansar en secreto los restos de los Grenier, luego le muestra el esqueleto de la Dama Claudia Grenier, que tiene forma de lobo, le grita y un lobo mata al padre Ed.
Nueve días después, Hellboy y la Dra. Kate Corrigan se encuentran en Griat, investigando como pudo desaparecer la aldea entera durante la noche, al parecer, los cadáveres han sido destruidos con terrible brutalidad, pero no hay señales de entrada forzosa, y que parece haber sido hecho por un animal carnívoro. Kate le pregunta si conocía a la única víctima de la masacre fuera de su cama, el padre Ed. Hellboy afirma conocerlo y haber sido su amigo, y jura venganza contra él, también sospecha que la cosa que mató a Ed debió ser la misma que mató a todos.
Kate camina por la aldea y encuentra una estatua de San Augusto, y recuerda una vieja historia, luego le dice a Hellboy que en 1214 el monje Philip de Bayeux retornaba de una peregrinación y al entrar en la iglesia del pequeño pueblo de San Augusto, vio la imagen de Anti-Cristo, por lo que se volvió loco y echó una maldición para que todos se convirtieran en lobos cada siete años. Siete años después fueron encontrados por los aldeanos y los asesinaron, Kate le dice que en 1332 se publicó un panfleto de "Los Lobos de San Augusto", y que la inquicición Papal podría haber pasado por el lugar en un segundo, por lo que la aldea cambió su nombre a Griat.
En la "Chateau Grenier", donde mataron a Ed, Kate se hunde porque el suelo no es muy estable y cae al fondo. Allí, Kate encuentra a una niña, que le dice que Dios la odia y que la transformó en Lobo. Llega Hellboy y la niña les advierte que "Él", obligará a los lobos a asesinarlos. Kate le dice a Hellboy que un sirviente, Yargo, escapó de la masacre con un niño, William, y que Yargo fue asesinado poco después. Al instante aparece el fantasma del padre Ed y les pide ayuda a gritos, derritiéndose en el intento. Luego, detrás de ellos, se presenta el hombre que guio a Ed hacia allí y afirma ser William Grenier, luego se quita la piel y lucha con Hellboy como Hombre Lobo gigante.
La niña con cara de lobo, la Dama Claudia y Kate se quedan cerca, Claudia le ordena a la niña cerrar los ojos, Hellboy toma un palo y grita que Grenier no mató a esa gente en la aldea, sino que obligó a su familia ha hacerlo pero que a su amigo Ed si lo mató, por lo que lo atraviesa con una cruz de hierro, Grenier se transforma en humano y grita sus últimas palabras "Estoy cansado..." luego se convierte en un esqueleto y muere aplastado por una cruz gigante. Hellboy saca a Kate del lugar y entonces se dice que la aldea Griat/San Augusto, sigue deshabitada.